# Горна Крупа
Горна Крупа (на словашки: Horná Krupá) е село в окръг Търнава, Търнавски край, западна Словакия. Населението му е 492 души.
Разположено е на 216 m надморска височина, на 18 km северно от град Търнава. Площта му е 8,65 km². Кмет на селото е Лубош Гачко.